# Quinhentos
Quinhentos (500) é o numeral que vem após 499 e que antecede 501.

## Propriedades matemáticas
- Ele é formado por 5 centenas.
- O numeral romano é D.[1]